# Поперечнополосатый волкозуб
Поперечнополосатый волкозуб (лат. Lycodon striatus) — вид змей семейства ужеобразных.

## Описание
Длина тела 45 см. Голова очень слабо отграничена от шеи. Морда слегка сжата, а её кончик тупо закруглён. Чешуя гладкая, без рёбрышек с глянцевым блеском. Верхняя поверхность туловища чёрного или тёмно-коричневого цвета.

## Распространение
Обитает на острове Шри-Ланка, в Индии, Непале, Пакистане, Афганистане, восточном и северо-восточном Иране, на юге Туркменистана, Узбекистане, западном Таджикистане.

## Образ жизни
Предпочитает горные места, предгорья на глинистых, лёссовых и каменистых почвах с полупустынной растительностью. Встречается на высоте до 1800 м над уровнем моря. Ведёт крайне скрытный образ жизни. Активен в сумерках и ночью. Достаточно теплолюбивый вид, весной появляется после зимовки позже других видов ящериц и змей. Днём прячется в трещинах почвы, норах грызунов и под камнями. Питается мелкими ящерицами.
Это яйцекладущая змея. Спаривание происходит в мае. Самка в конце июня — в июле откладывает 2—5 продолговатых белых яиц размером 9—10 х 26—31 мм.

## Фото

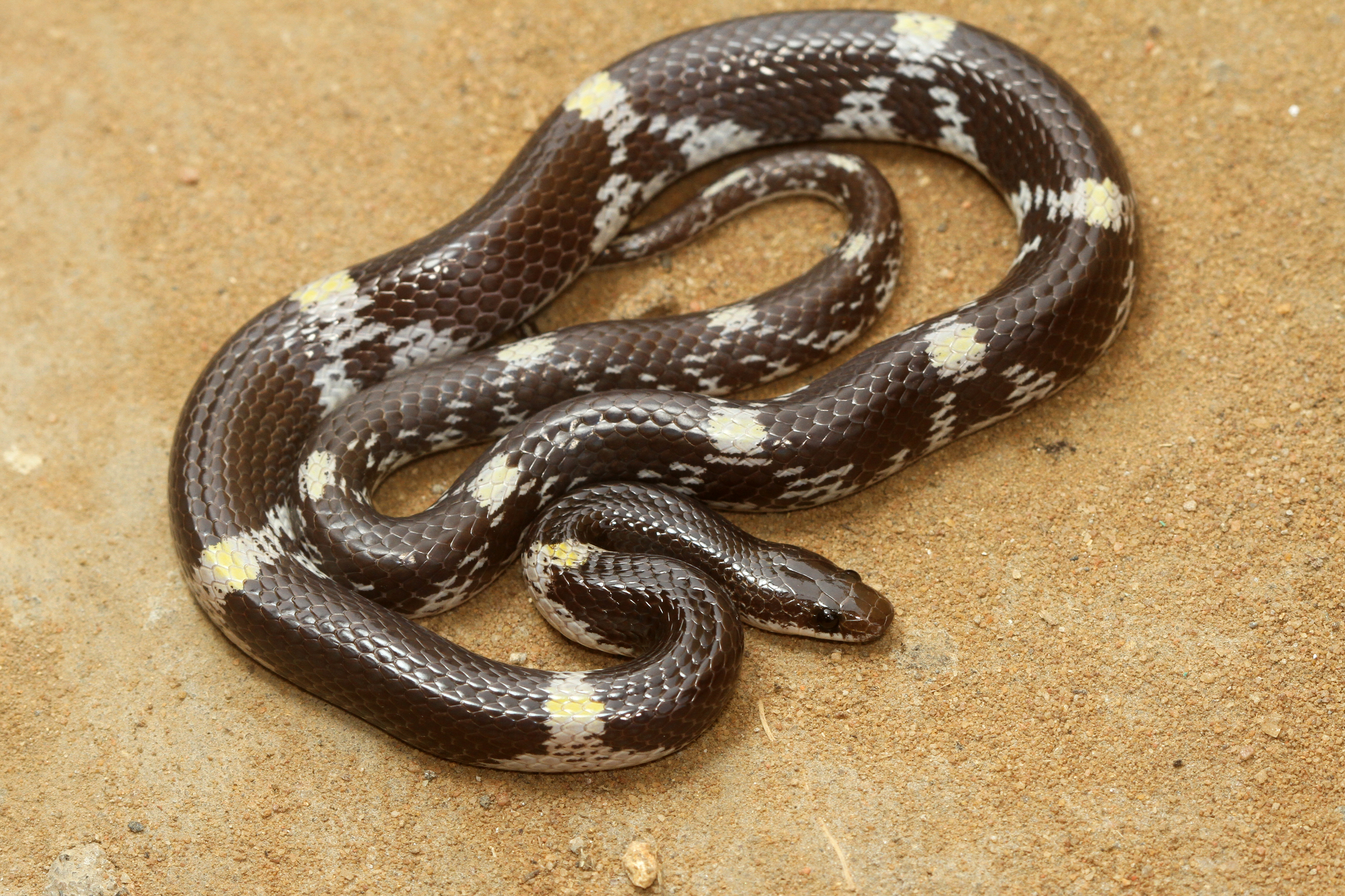
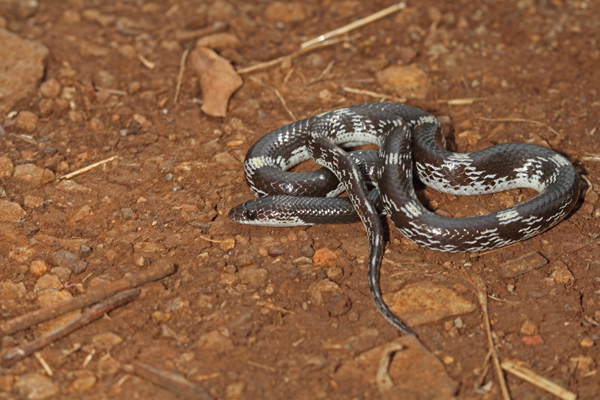

## Подвиды
Образует 3 подвида:
- Lycodon striatus striatus
- Lycodon striatus bicolor
- Lycodon striatus sinhaleyus